# A Dark Enchanted Crystal Night
A Dark Enchanted Crystal Night je první dlouhohrající album od skupiny Crystallion, která hraje power metal. Album bylo vydáno 4. listopadu 2006 ve vydavatelství .
Celková délka stopáže činí 58:29.

## Seznam skladeb
1. A Dark Enchanted Crystal Night
2. Guardians of the Sunrise
3. Visions
4. Eternia
5. Crystal Clear
6. Tears in the Rain
7. Dragonheart
8. Burning Bridges
9. The Final Revelation